# Tom Brunila
Tom Viktor Adolf Brunila, född 23 april 1914 i Kotka, död 31 januari 1979 i Helsingfors, var en finländsk läkare. 
Brunila, som var son till affärsman Adolf Brunila och Olga Alexandra Idman, blev student 1932, medicine kandidat 1935, medicine licentiat 1943 samt specialist i gynekologi och obstetrik 1950. Inom det militära blev han reservfänrik 1936, reservsanitetslöjtnant 1939 och sanitetskapten 1943. Han blev assistentläkare vid Diakonissanstalten 1939, amanuens vid Tilkka sjukhus 1940, var tillförordnad assistentläkare vid Maria sjukhus och Kuopio länssjukhus 1943–1946, kommunalläkare i Rantasalmi 1946–1948, assistentläkare vid kvinnokliniken i Helsingfors 1948–1951 och privatpraktiserande gynekolog i Helsingfors från 1951. 
Brunila var protokollist i Nylands nation 1937 och svensk redaktör vid Helsingfors Läkartidning 1953–1955. Han skrev Familjeplanering: kortfattad rådgivning om barnbegränsningsmetoder (1966) och Familjeplanering: råd om barnbegränsningsmetoder och lagar som berör sexuallivet (tillsammans med Margareta Aminoff, 1976).